# Brachycyrtus convergens
Brachycyrtus convergens är en stekelart som beskrevs av Joseph Augustine Cushman 1936. Brachycyrtus convergens ingår i släktet Brachycyrtus och familjen brokparasitsteklar. Inga underarter finns listade.